# Arte de pájaros
Arte de pájaros es un álbum de estudio del cantautor chileno Ángel Parra en conjunto con el poeta Pablo Neruda, Premio Nobel de Literatura en 1971. Fue lanzado originalmente en 1966 por el sello Demon, y corresponde al cuarto álbum oficial de Ángel Parra.

## Lista de canciones
Todas las letras escritas por Pablo Neruda, toda la música compuesta por Ángel Parra. 
| Arte de pájaros |                                                      |          |  |
| N.º             | Título                                               | Duración |  |
| 1.              | «El vuelo» (recita Neruda)                           |          |  |
| 2.              | «El tordo» (o «El colibrí»)                          |          |  |
| 3.              | «El picaflor»                                        |          |  |
| 4.              | «El pidén»                                           |          |  |
| 5.              | «La golondrina»                                      |          |  |
| 6.              | «El cóndor»                                          |          |  |
| 7.              | «El poeta se despide de los pájaros» (recita Neruda) |          |  |